# Marko Kolaković
Marko Kolaković (in serbo Марко Колаковић?; Ivanjica, 9 febbraio 1993) è un calciatore serbo, difensore del Buxoro.

## Carriera
Cresce nelle giovanili della squadra serba dello Javor Ivanjica, con cui in seguito gioca per diversi anni tra la prima e la seconda divisione serba; in seguito si trasferisce in Uzbekistan al So'g'diyona, club della prima divisione locale.